# 张明保
张明保（1928年12月—2014年3月11日），安徽省宿县人，中国人民解放军军官、政治人物。
早年参加八路军游击队，1946年6月，加入中国共产党。工作于豫皖苏军区独立旅三十团、十八军五十三师一五七团。1950年10月随部队入藏，担任18军53师157团政治处副主任等职。1983年8月，任西藏自治区工业厅副厅长。2014年3月11日去世。